# Ginette Mfutila Makiese
Ginette Mfutila Makiese, née le 20 avril 1988 à Kinshasa, est une joueuse de basket-ball internationale congolaise (RDC) évoluant au poste d'ailier fort.

## Biographie

### En club
Ginette Mfutila est formée au BC Arc-en-ciel de Kinshasa. Face à l’adversité et la concurrence, elle se forge un caractère auprès des « grandes sœurs » contre qui il faut gagner sa place.
Elle s’exporte ensuite au Gabon puis la Tunisie, l’Algérie (au GSP) et le Maroc.
Pour la saison 2019-2020, Mfutila Makiese évolue à l'AZS Poznań en championnat polonais de première division (PLKK). Son équipe est classée dixième sur douze lorsque la compétition domestique est interrompue par le covid-19,. Avec Poznań, elle cumule 14,2 pts de moyenne à 15,8 d’évaluation.
En mai 2020, à 32 ans, Ginette Mfutila Makiese s'engage avec le Reims Basket Féminin (LF2). L'international congolaise termine meilleure marqueuse et meilleure évaluation de la saison des Pétillantes.
Après seulement un an en Champagne, Ginette reste en Ligue 2 française mais rejoint le C' Chartres BF. Meilleure marqueuse et rebondeuse de Chartres avec une moyenne de 12,0 points et 8.5 rebonds par match, son club obtient une 5e place en saison régulière, mais est éliminé par Aulnoye au premier tour des play-offs.
Pour la saison 2022-2023, elle signe en Nationale 1 avec Sceaux.

### En équipe nationale
Seulement un an après ses débuts, Ginette est appelée en sélection nationale junior. Elle termine troisième du Championnat d'Afrique des 18 ans et moins en 2006, dont elle termine leader dans les blocs.
Elle participe aux championnats d'Afrique 2011, terminé à la septième place.
Pour ses seconds Championnats africains en 2017, Ginette et son équipe nationale terminent neuvièmes. Deux ans plus tard, pour l'édition 2019, elle obtient la sixième place finale.
Au moment de rejoindre Reims à l'été 2020, Ginette est capitaine des Léopards de la République démocratique du Congo.

## Style de jeu
Capable de s’adapter au jeu en 3×3 grâce à sa mobilité, la grande taille de Ginette Mfutila est utile dans les deux raquettes. Elle se fait aussi remarquer par son tempérament et une mentalité acquise grâce à son éducation et sa nature patiente et travailleuse. Durant son année à Reims, sa capacité au rebond et son travail sont reconnus.

## Palmarès
Au 11 juin 2019, sur la base de ,, sauf indication contraire.
Équipe
- Pays :
  - République démocratique du Congo (2011 - 3x)
  - Algérie (2017, 2018)
  - Nigéria (2018)
- Vice-championne de Kinshasa (2009 - 2x)
- Bronze à la Coupe d'Afrique de club (2018)
- Vainqueur de la coupe d'Algérie (2018)

individuel
(* - récompenses décernées par afrobasket.com)
- Meilleure ailier à la Coupe d'Afrique de club (2018) *
- Inclus dans :
  - Composition du 1er club de la Coupe d'Afrique (2018) [10]
  - de la mention honorable du club Coupe d'Afrique (2017) *
- Le leader de la Coupe d'Afrique des clubs en rebond (2017)